# 椛の湖
椛の湖（はなのこ）は、岐阜県中津川市に存在する人造湖である。
木曽川水系付知川の支流にある福岡ダムの人造湖である。
1969年（昭和44年）から1971年（昭和46年）まで、全日本フォークジャンボリーが開催された場所としても知られている。

## 概要
- ダムは福岡ダムといい、1959年（昭和34年）に竣工したアースダムである。ダム堤体は高さ20.7メートル、長さ294.2メートル、体積104万立方メートルで、有効貯水量は900万立方メートル。水は主にかんがいに使用される。
- 人造湖は椛の湖と呼ばれ、面積は15.6ha。湖の名は、北岸道路をへだてた湿地帯にある岐阜県指定の天然記念物「坂下のハナノキ群生地」[8]に由来する。
- 湖周辺は「椛の湖自然公園」として整備されており、オートキャンプ場もある。桜・紅葉の名所であり、5haのソバ畑がある。

## アクセス
- 北恵那交通「椛の湖」バス停下車。
- 中央本線坂下駅より自動車で約10分。